# 1305

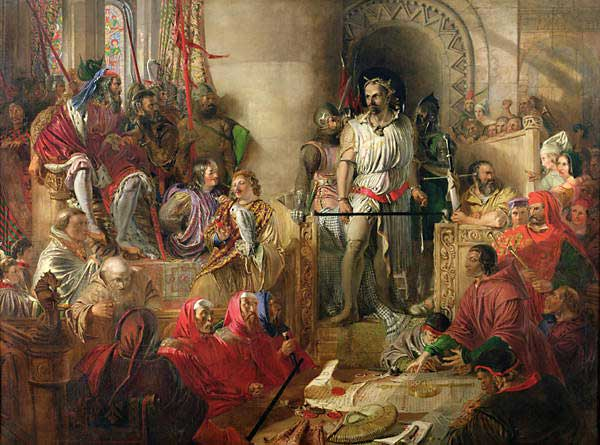
William Wallace veroordeeld voor verraad

Het jaar 1305 is het 5e jaar in de 14e eeuw volgens de christelijke jaartelling.

## Gebeurtenissen
maart
- 10 - Volgens overlevering wordt bij Friesland een zeemeerman in volle wapenrusting gevangen.
- 18 - Mechelen krijgt stadsrechten van de bisschop van Luik. Het had die al sinds 1301 van het hertogdom Brabant.

juni
- 5 - Het Conclaaf van 1304-1305 eindigt met de keuze van Bertrand de Got, aartsbisschop van Toulouse, tot paus.
- 23 - Verdrag van Athis-sur-Orge: verdrag tussen Filips IV van Frankrijk en Robrecht III van Vlaanderen. Filips IV erkent Vlaanderen als onafhankelijk graafschap met Robrecht als graaf, maar Vlaanderen wordt verplicht tot het betalen van een hoge herstelbetaling en Frans-Vlaanderen (Rijsel, Dowaai en Orchies) gaat voor het graafschap verloren.

augustus
- 5 - William Wallace, leider van de Schotse opstand tegen Eduard II van Engeland, wordt uitgeleverd aan de Engelse koning.
- 23 - In de Londense Westminster Hall wordt William Wallace ter dood veroordeeld, onthoofd en gevierendeeld.

september
- 23 - Lodewijk I van Navarra (de latere koning Lodewijk X van Frankrijk) trouwt met Margaretha van Bourgondië.

oktober
- 5 - Wenceslaus III van Bohemen trouwt met Viola Elisabeth van Teschen

november
- 14 - Paus Clemens V wordt gekroond, op zijn verzoek niet in Rome maar in Avignon.

zonder datum
- Slag bij Ayas: De Armeniërs stoppen de opmars van de Mamelukken.
- Verdrag van Elche: De grens tussen Castilië en Aragon in het Verdrag van Torrellas van het voorgaande jaar wordt aangepast. In het bijzonder valt de stad Cartagena nu onder Castilië.
- Saksen-Lauenburg wordt verdeeld in Bergedorf-Mölln onder Johan II en Ratzeburg-Lauenburg onder Albrecht III en Erik I
- Sirjansland wordt ingepolderd.
- oudst bekende vermelding: Wałbrzych

## Opvolging
- Bohemen en Polen - Wenceslaus II opgevolgd door zijn zoon Wenceslaus III
- Bretagne - Jan II opgevolgd door zijn zoon Arthur II
- Hongarije - Wenceslaus III van Bohemen opgevolgd door Otto III van Beieren
- Monferrato - Johan I opgevolgd door zijn zust Yolande en haar zoon Theodoor I
- Namen - Gwijde van Dampierre opgevolgd door zijn zoon Jan I
- Navarra - Johanna I opgevolgd door
- Kleef - Diederik VIII opgevolgd door Otto
- paus - Bertrand de Got als paus Clemens V in opvolging van paus Benedictus XI
- Orde van Sint Jan van Jeruzalem - Guillaume de Villaret opgevolgd door zijn neef Foulques de Villaret
- Vlaanderen - Gwijde van Dampierre opgevolgd door zijn zoon Robrecht III

## Afbeeldingen

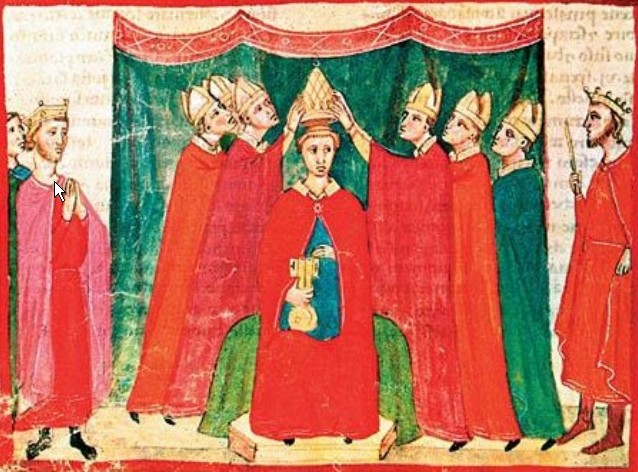
kroning van paus Clemens V
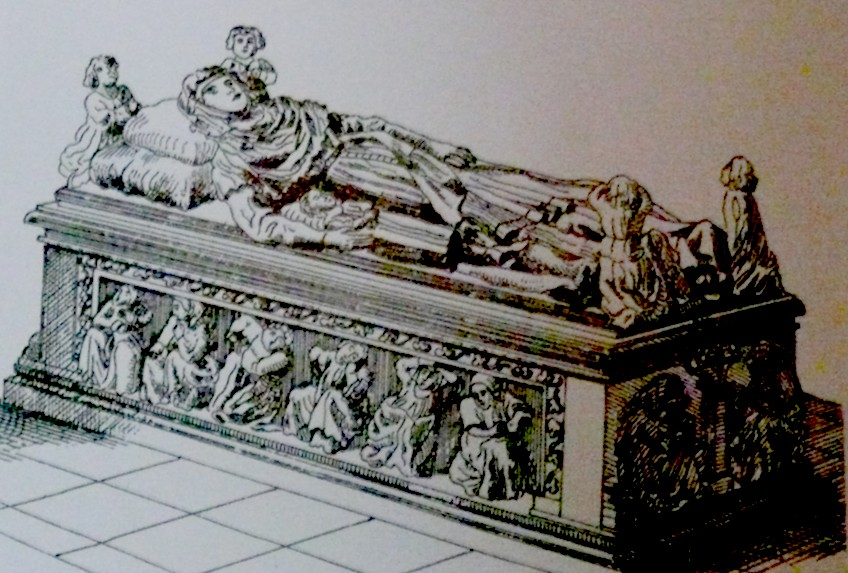
graftombe van Blanche van Frankrijk
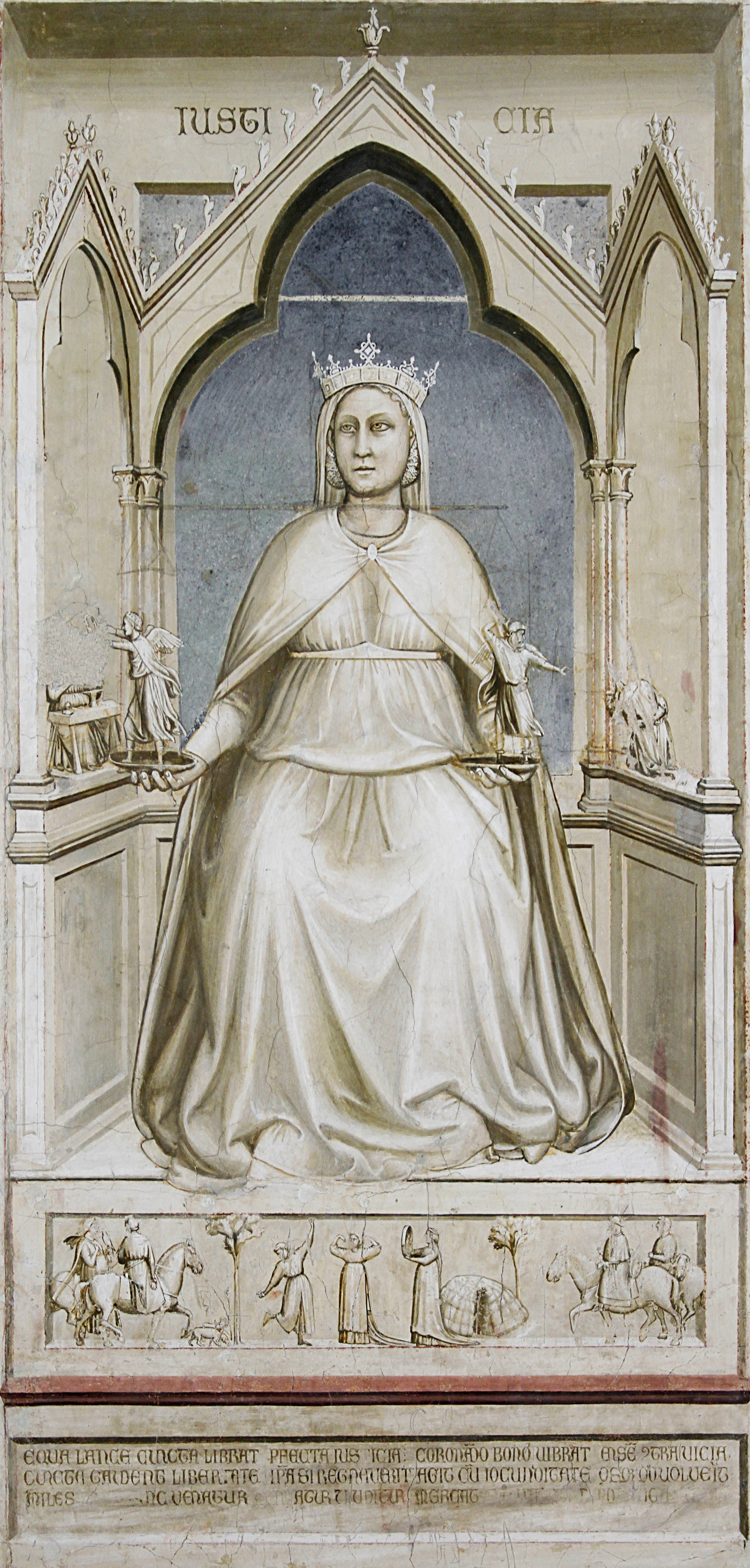
Fresco, vermoedelijk door Giotto in de Cappella degli Scrovegni, Padua

## Geboren
- 2 juni - Abu Sa'id, Il-khan (1316-1335)
- 29 september - Hendrik XIV van Beieren, Duits edelman
- Ashikaga Takauji, Japans generaal en shogun
- Elisabeth van Polen, echtgenote van Karel I van Hongarije
- Namkha Legpa, Tibetaans geestelijke
- Isabella van Aragon, echtgenote van Frederik de Schone (jaartal bij benadering)
- Otto II van Nassau-Siegen, graaf van Nassau-Siegen (jaartal bij benadering)

## Overleden
- 17 januari - Rogier van Lauria, Aragonees militair en edelman
- 1 maart - Blanche van Frankrijk, echtgenote van Rudolf I van Oostenrijk
- 7 maart - Gwijde van Dampierre (~78), graaf van Vlaanderen (1278-1305)
- 2 april - Johanna I (32), koningin van Navarra (1274-1305), echtgenote van Filips IV van Frankrijk
- 16 juni - Dirk III van Valkenburg, Limburgs edelman (vermoedelijke datum)
- 21 juni - Wenceslaus II (33), koning van Bohemen (1278-1305) en Polen (1291/1296-1305)
- 23 augustus - William Wallace (~33), Schots opstandelingenleider
- 4 september - Matteo Rosso Orsini, Italiaans kardinaal
- 10 september - Nicolaas van Tolentijn, Italiaans monnik
- 4 oktober - Kameyama (56), keizer van Japan (1259-1274)
- Guillaume de Villaret, grootmeester van de Orde van Sint Jan (Hospitaalridders)
- Jamyang Rinchen Gyaltsen (~49), Tibetaans geestelijke
- Jan II (~66), hertog van Bretagne (1286-1305)
- Jan van Sierck, bisschop van Utrecht (1291-1296)
- Johan IV van Brandenburg, Duits edelman
- Johannes IV Doukas Laskaris (~54), keizer van Byzantium (1258-1261)
- Melis Stoke, Nederlands schrijver (jaartal bij benadering)

- 19 maart - Blanche, dochter van koning Filips II van Frankrijk